# 格伦·马尔斯兰
格伦·马尔斯兰（英語：Glenn Marsland，1947年6月30日—），澳大利亚男子篮球运动员。他曾随国家队参加了1972年夏季奥林匹克运动会男子篮球比赛，最终队伍获得第九名。